# Campeonato Europeo de Patinaje Artístico sobre Hielo de 2014
El CV Campeonato Europeo de Patinaje Artístico sobre Hielo se celebró en Budapest (Hungría) del 13 al 19 de enero de 2014 bajo la organización de la Unión Internacional de Patinaje sobre Hielo (ISU) y la Federación Húngara de Patinaje sobre Hielo.
Las competiciones se realizarán en el Centro de Deportes y Eventos SYMA de la capital húngara.

## Resultados

### Masculino
| Puesto | Nombre             | País   | Puntos |
| ------ | ------------------ | ------ | ------ |
| Oro    | Javier Fernández   | España | 267,11 |
| Plata  | Serguéi Voronov    | Rusia  | 252,55 |
| Bronce | Konstantin Menshov | Rusia  | 237,24 |

### Femenino
| Puesto | Nombre             | País   | Puntos |
| ------ | ------------------ | ------ | ------ |
| Oro    | Yuliya Lipnítskaya | Rusia  | 209,72 |
| Plata  | Adelina Sotnikova  | Rusia  | 202,36 |
| Bronce | Carolina Kostner   | Italia | 191,39 |

### Parejas
| Puesto | Nombre                              | País  | Puntos |
| ------ | ----------------------------------- | ----- | ------ |
| Oro    | Tatiana Volosozhar / Maksim Trankov | Rusia | 220,38 |
| Plata  | Xenia Stolbova / Fiodor Klimov      | Rusia | 207,98 |
| Bronce | Vera Bazarova / Yuri Larionov       | Rusia | 201,61 |

### Danza en hielo
| Puesto | Nombre                            | País        | Puntos |
| ------ | --------------------------------- | ----------- | ------ |
| Oro    | Anna Cappellini / Luca Lanotte    | Italia      | 171,61 |
| Plata  | Yelena Ilinyj / Nikita Katsalapov | Rusia       | 170,51 |
| Bronce | Penny Coomes / Nicholas Buckland  | Reino Unido | 158,69 |

## Medallero
| Núm. | País        | Oro | Plata | Bronce | Total |
| ---- | ----------- | --- | ----- | ------ | ----- |
| 1    | Rusia       | 2   | 4     | 2      | 8     |
| 2    | Italia      | 1   | 0     | 1      | 2     |
| 3    | España      | 1   | 0     | 0      | 1     |
| 4    | Reino Unido | 0   | 0     | 1      | 1     |
|      | TOTAL       | 4   | 4     | 4      | 12    |